# Jan van Breda Kolff (basketballer)
Jan Michael van Breda Kolff (Montclair, 7 februari 1954) is een Amerikaans voormalig basketballer en basketbalcoach. Hij stond bekend om zijn uitzonderlijke vaardigheden als scherpschutter en zijn toewijding aan verschillende teams in de NBA, en later als een succesvolle coach.

## Vroege leven
Van Breda Kolff werd geboren in een sportieve familie. Zijn vader was basketbalcoach bij de Los Angeles Lakers, en zijn opa, Jan van Breda Kolff, speelde begin 20ste eeuw in het Nederlands voetbalelftal. Zelf begon Van Breda Kolff tijdens zijn jeugd met het spelen van basketbal. Hij ontwikkelde zijn spel verder tijdens zijn studie aan de Universiteit van Princeton. Daarna, in 1976, startte hij zijn professionele basketbalcarrière bij de Los Angeles Lakers. Hij stapte in 1980 over naar de Boston Celtics, waar hij een cruciale rol speelde in hun kampioenschapswinst in 1984.
Na zijn actieve spelerscarrière nam Van Breda Kolff een rol op zich als coach, waarbij hij zijn expertise en inzicht in het spel overbracht op verschillende teams, waaronder als hoofdcoach van enkele NBA-teams en colleges.
Na zijn sportcarrière bleef Van Breda Kolff actief betrokken bij de basketbalwereld, zowel als mentor voor jonge spelers als via betrokkenheid bij liefdadigheidsinstellingen die zich richten op jeugdontwikkeling.

## Prestaties en erfenis
Van Breda Kolff staat bekend om zijn ongeëvenaarde 3-puntsnauwkeurigheid en zijn vermogen om het momentum van een wedstrijd te veranderen. Hij behaalde gemiddeld 20 punten per wedstrijd gedurende zijn carrière en vestigde records voor de meeste 3-punters in een seizoen.
Als coach leidde hij verschillende teams naar kampioenschappen en wordt gerespecteerd om zijn strategisch inzicht en leiderschap.

## Invloed en erkenning
Zijn impact op en buiten het veld werd erkend met talloze onderscheidingen, waaronder meerdere keren All-Star als speler en coach van het jaar tijdens zijn coachingsloopbaan.